# Rocket to the Moon (Disneyland)
Pour les articles homonymes, voir Rocket to the Moon.
Rocket to the Moon est une attraction fermée du parc à thème Disneyland ouverte juste après le parc le 22 juillet 1955. L'attraction a été conçue en coopération avec la NASA[réf. souhaitée]. Les visiteurs embarquent dans un "vaisseau" pour l'espace puis atteignent la surface de la Lune.

## Le concept
L'attraction était une des premières à sensation du parc. Les visiteurs prenaient place dans des pseudo fusées en direction de la face cachées de la lune. Les véhicules se déplaçaient dans des salles où les décors étaient projeté au-dessus et en dessous de la fusée.

## L'attraction

### Disneyland
L'attraction a été mise à jour en 1966 et rebaptisée Flight To The Moon intégrant un avant-spectacle nommé Mission Control puis après le premier pas de l'homme sur la lune, une nouvelle rénovation emmena les visiteurs sur Mars avec Mission to Mars. Le bâtiment fut finalement transformé en un restaurant italien, le Redd Rockett's Pizza Port en mai 1998.
 Cette attraction a ouvert avec le parc Disneyland, c'est une attraction du Disneyland d'origine
- Ouverture : 22 juillet 1955[1]
- Fermeture : 5 septembre 1966[1]
- Conception : WED Enterprises
- Capacité : 100 places
- Ticket requis : D
- Type d'attraction : Théâtre circulaire
- Situation : 33° 48′ 42″ N, 117° 55′ 01″ O
- Partenaire :
  - Trans World Airlines (TWA) : 1955 à 1961[1]
  - McDonnell Douglas : 8 juin 1962 à 1966[1]
- Attractions suivantes :
  - Flight to the Moon Juillet 1967 à Janvier 1975
  - Mission to Mars du 21 mars 1975 au 2 novembre 1992
  - Toy Story Funhouse (un spectacle) 1996
  - Redd Rockett's Pizza Port (un restaurant) depuis le 22 mai 1998